# Zingiber coloratum
Zingiber coloratum är en enhjärtbladig växtart som beskrevs av Nicholas Edward Brown. Zingiber coloratum ingår i släktet Zingiber och familjen Zingiberaceae. Inga underarter finns listade i Catalogue of Life.